# Toiyabea alpina
Toiyabea alpina là một loài thực vật có hoa trong họ Cúc. Loài này được (L.C.Anderson & Goodrich) "R.P.Roberts, Urbatsch & Neubig" mô tả khoa học đầu tiên năm 2005.